# Municipio de Lunsford
El municipio de Lunsford (en inglés: Lunsford Township) es un municipio ubicado en el condado de Poinsett en el estado estadounidense de Arkansas. En el año 2010 tenía una población de 324 habitantes y una densidad poblacional de 2,67 personas por km².

## Geografía
El municipio de Lunsford se encuentra ubicado en las coordenadas 35°34′2″N 90°33′3″O / 35.56722, -90.55083. Según la Oficina del Censo de los Estados Unidos, el municipio tiene una superficie total de 121.4 km², de la cual 121,38 km² corresponden a tierra firme y (0,02 %) 0,02 km² es agua.

## Demografía
Según el censo de 2010, había 324 personas residiendo en el municipio de Lunsford. La densidad de población era de 2,67 hab./km². De los 324 habitantes, el municipio de Lunsford estaba compuesto por el 95,06 % blancos, el 3,09 % eran afroamericanos, el 0,31 % eran asiáticos, el 0,62 % eran de otras razas y el 0,93 % eran de una mezcla de razas. Del total de la población el 1,85 % eran hispanos o latinos de cualquier raza.